# American Aquarium

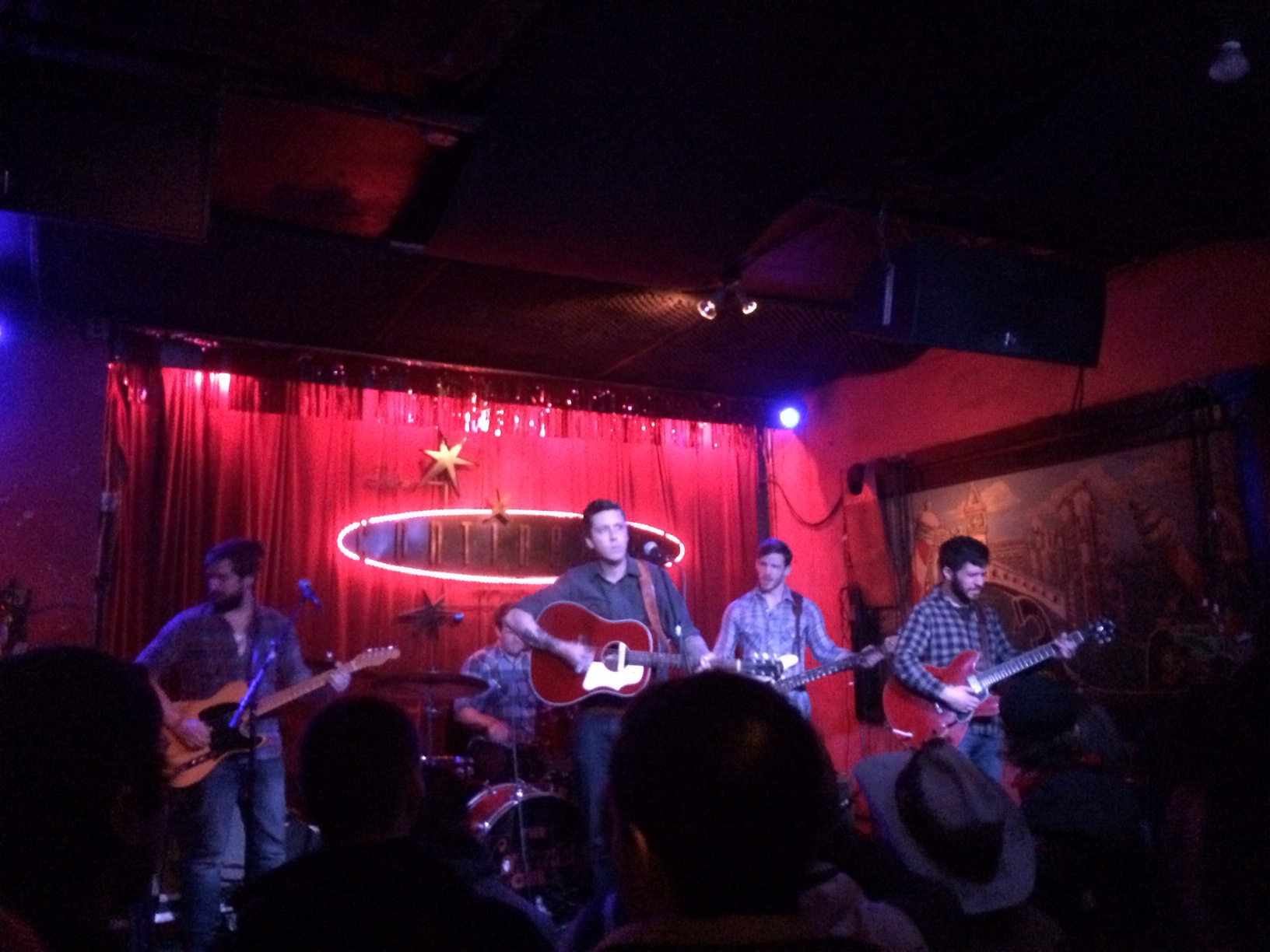
American Aquarium 2015 im Continental Club, Austin

American Aquarium ist eine US-amerikanische Alternative-Country-Band um den Sänger und Liedautor B. J. Barham. Sie wurde 2006 in North Carolina gegründet und hatte mehr als 10 Jahre später einige Charterfolge.

## Bandgeschichte
B. J. Barham gründete die Band in Raleigh im Ostküstenstaat North Carolina in einer sechsköpfigen Besetzung. Neben den Standardinstrumenten gehörten auch eine Pedal-Steel-Gitarre und ein Klavier zum Line-up. Die Mitglieder wechselten aber sehr häufig und Barham gab als Songschreiber die Ausrichtung vor. American Aquarium war live sehr aktiv, veröffentlichte aber auch in kurzen Abständen Alben. Bereits im Gründungsjahr erschien Antique Hearts, 2008 folgte The Bible and the Bottle.
2009 unterschrieben sie bei Last Chance Records und produzierten mit Chris Starney das dritte Album Dances for the Lonely. Gastsängerin war Caitlin Cary von der musikalisch verwandten Band Whiskeytown. Ein Jahr später erschien Small Town Hymns. Nach ihrem ersten Livealbum und einem weiteren Studioalbum, das von Jason Isbell produzierte Burn.Flicker.Die, endete 2012 die Zusammenarbeit mit dem Label, ohne dass es der Band den Durchbruch gebracht hätte.
Danach dauerte es drei Jahre, bis sie wieder ein Album zustande gebracht hatten, Wolves erschien 2015 im Selbstverlag und erreichte Platz 6 in den Heatseekers Charts. Barham begann mit rockigeren Tönen zu experimentieren und verzichtete bei seiner nächsten Veröffentlichung Rockingham auf die Bandkollegen. Er löste die Band sogar komplett auf und ging erst einmal auf Solotour, bevor er American Aquarium 2018 neu zusammenstellte.
Sie unterschrieben einen neuen Plattenvertrag bei New West Records und nahmen das Album Things Change auf. Neben den musikalischen Änderungen wurden Barhams Texte auch politischer. Er fand damit ein größeres Publikum und der Band gelang mit der Veröffentlichung 2018 erstmals der Einstieg in die offiziellen US-Albumcharts. Es kam auch in die Top 20 der Country- und die Top 10 der Americana-Charts.
Shooter Jennings war zwei Jahre später Produzent des achten Studioalbums Lamentations. Barham beschäftigte sich darauf mit dem gespaltenen Amerika in der Amtszeit von Präsident Trump. Es war ähnlich erfolgreich wie der Vorgänger und kam in den Americana-Charts sogar auf Platz 2.

## Diskografie
Alben
- Antique Hearts (2006)
- The Bible and the Bottle (2008)
- Dances for the Lonely (Last Chance Records, 2009)
- Small Town Hymns (Last Chance Records, 2010)
- Live in Raleigh (Last Chance Records, 2012)
- Burn. Flicker. Die. (Last Chance Records, 2012)
- Wolves (Independent, 2015)
- Live at Terminal West (Independent, 2016)
- Things Change (New West Records, 2018)
- Lamentations  (New West Records, 2020)
- Slappers, Bangers & Certified Twangers, Vol. 1 (2021)
- Slappers, Bangers & Certified Twangers, Vol. 2 (2021)
- The Fear of Standing Still (2024)